# Alphonse Thommen
Paul Alphonse Thommen (* 10. Februar 1864 in Waldenburg; † 13. November 1944 in Môtiers) war ein Schweizer Unternehmer.

## Leben

### Familie
Alphonse Thommen war ein Sohn des Unternehmers Gedeon Thommen (1831–1890) und der Marie-Louise geborene Jacot-Baron (1836–1895) aus Le Locle. Er hatte neun Geschwister. Nach der Grundschule in Waldenburg und Schulen in Basel absolvierte er eine Lehre als Feinmechaniker in Môtiers. Zur Weiterbildung arbeitete er in Betrieben in Waldenburg, Moutier und Genf. In Neuhausen liess er sich zum Schmied ausbilden.
In erster Ehe heiratete er 1889 Hélène-Marie Jeanrenaud von Môtiers. Sie hatten drei Kinder: Max Thommen (1891–1975), Alice Thommen (1893–1947) und Ruth Thommen (1894–1977). Seine zweite Ehe ging er 1915 mit Berta Meier von Zürich ein. Sie hatten ein Kind: Eric Thommen, der Germaine Etter heiratete (sie hatten keine Kinder).
Ab 1906 bis zu seinem Tod lebte Thommen in Môtiers im Val-de-Travers.

### Militär
Im Schweizer Militär erreichte er in der Infanterie den Rang eines Majors. Er wurde Bataillonskommandant.

### Wirtschaft
Von 1891 bis 1906 war er Mitglied des Verwaltungsrates der Waldenburgerbahn. Er fungierte als Zensor bei der Basellandschaftlichen Kantonalbank (BLKB).

### Werdegang

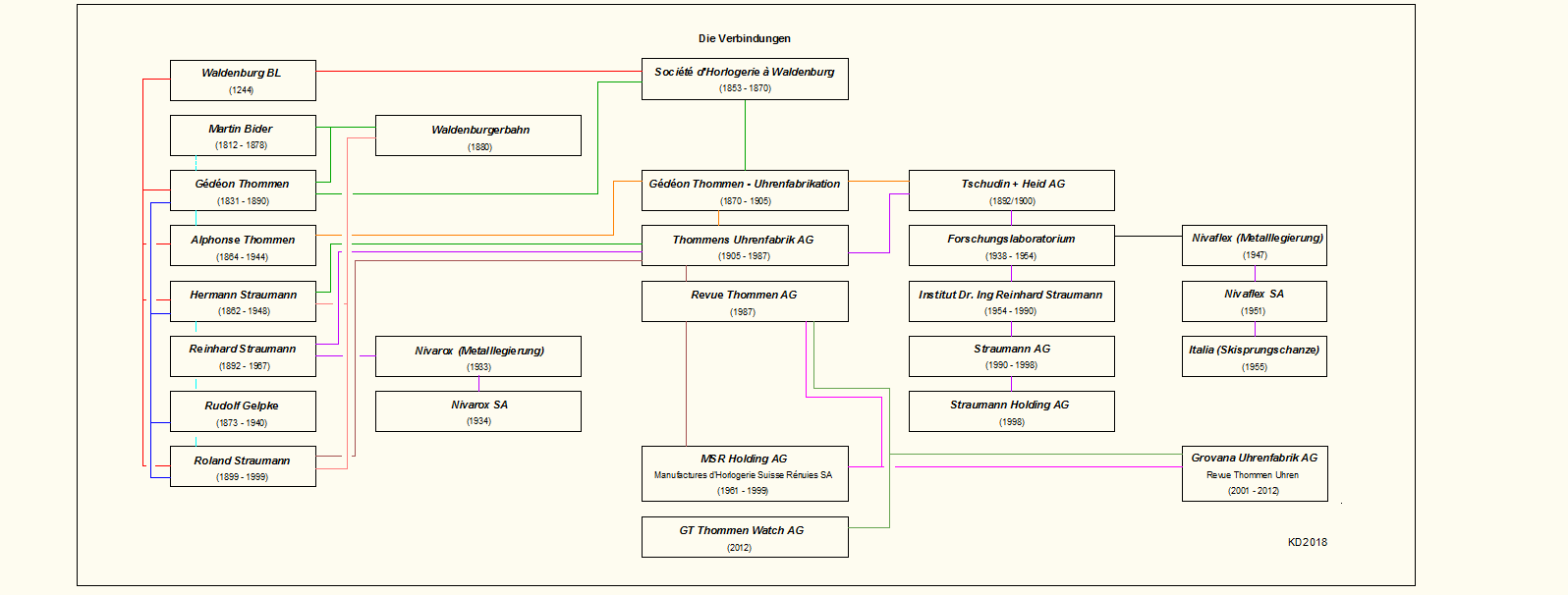
Die Verbindungen

1889 übernahm er in der Gédéon Thommen – Uhrenfabrikation die Aufgaben des Chefmechanikers. Nach dem Tod des Vaters im Dezember 1890 übernahm er das Unternehmen und konnte es stetig ausbauen. 1892 gründete er eine Fabrik zur Herstellung von Uhrenbestandteilen und Schrauben. Aus diesem Betrieb entstand 1900 die Firma Tschudin & Heid.
1905 wurde die Gédéon Thommen – Uhrenfabrikation in eine Aktiengesellschaft umgewandelt und der Name auf Thommens Uhrenfabrik AG geändert. Alphons Thommen übernahm im Verwaltungsrat das Amt des Präsidenten und bekleidete es bis 1932. Dann übernahm sein Schwager Hermann Straumann den Vorsitz und die Leitung der Geschicke des Unternehmens. Thommen blieb als Delegierter bis 1944 im Verwaltungsrat. Die Thommens Uhrenfabrik AG wandelte sich im 1987 zur Revue Thommen AG.